# جان ليكجاك
جان ليكجاك (9 أغسطس 1990) هو لاعب كرة قدم تشيكي، يلعب لنادي الدرجة الأولى القبرصي أومونيا كظهير أيسر.